# Kloster Oberzell

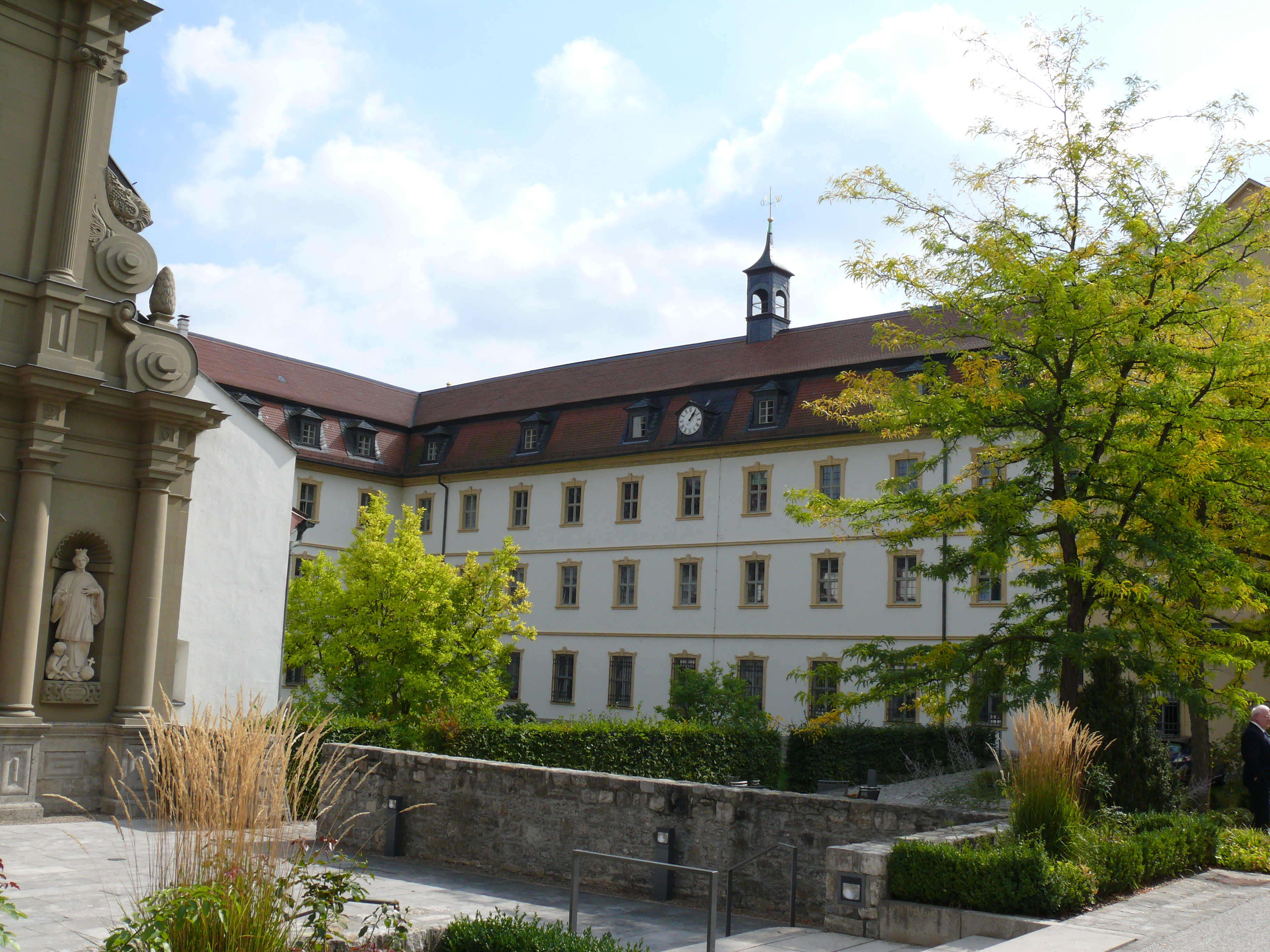
Kloster Oberzell in Zell am Main

Das Kloster Oberzell ist ein Kloster in Zell am Main in Bayern in der Diözese Würzburg. Das Kloster liegt am linken Mainufer etwa sechs Kilometer von Würzburg, auf dessen Gebiet es zum Teil liegt, entfernt.

## Geschichte
Das St. Michael geweihte Kloster der Prämonstratenser wurde 1128 durch Johannes, einen Domkanoniker, und seinen Bruder Heinrich auf Veranlassung des Ordensgründers der Prämonstratenser, des Heiligen Norbert von Xanten als Doppelkloster gegründet. Um das Jahr 1230 wurde durch Hermann I. von Lobdeburg, Bischof von Würzburg, die Verlegung des dem Kloster Oberzell angegliederten Frauenkonvents das Kloster Unterzell gegründet. 1525 plünderten im Großen Bauernkrieg aufständische, erbuntertänige Bauern das Kloster Unterzell. 1562 kam es unter Fürstbischof Friedrich von Wirsberg in die Verwaltung der Fürstbischöfe des Hochstift Würzburg.

Nach wechselvoller Geschichte hatte das Kloster Oberzell unter Abt Oswald Loschert (1747 bis 1785) seine Blütezeit. Balthasar Neumann, der berühmte Baumeister der Würzburger Residenz, schuf den barocken Neubau. Nach Neumanns Tod wurde unter der Leitung seiner Söhne im Jahre 1760 das Stiegenhaus fertiggestellt, aber der Abteibau blieb weiterhin ohne Flügel zur Kirche hin.

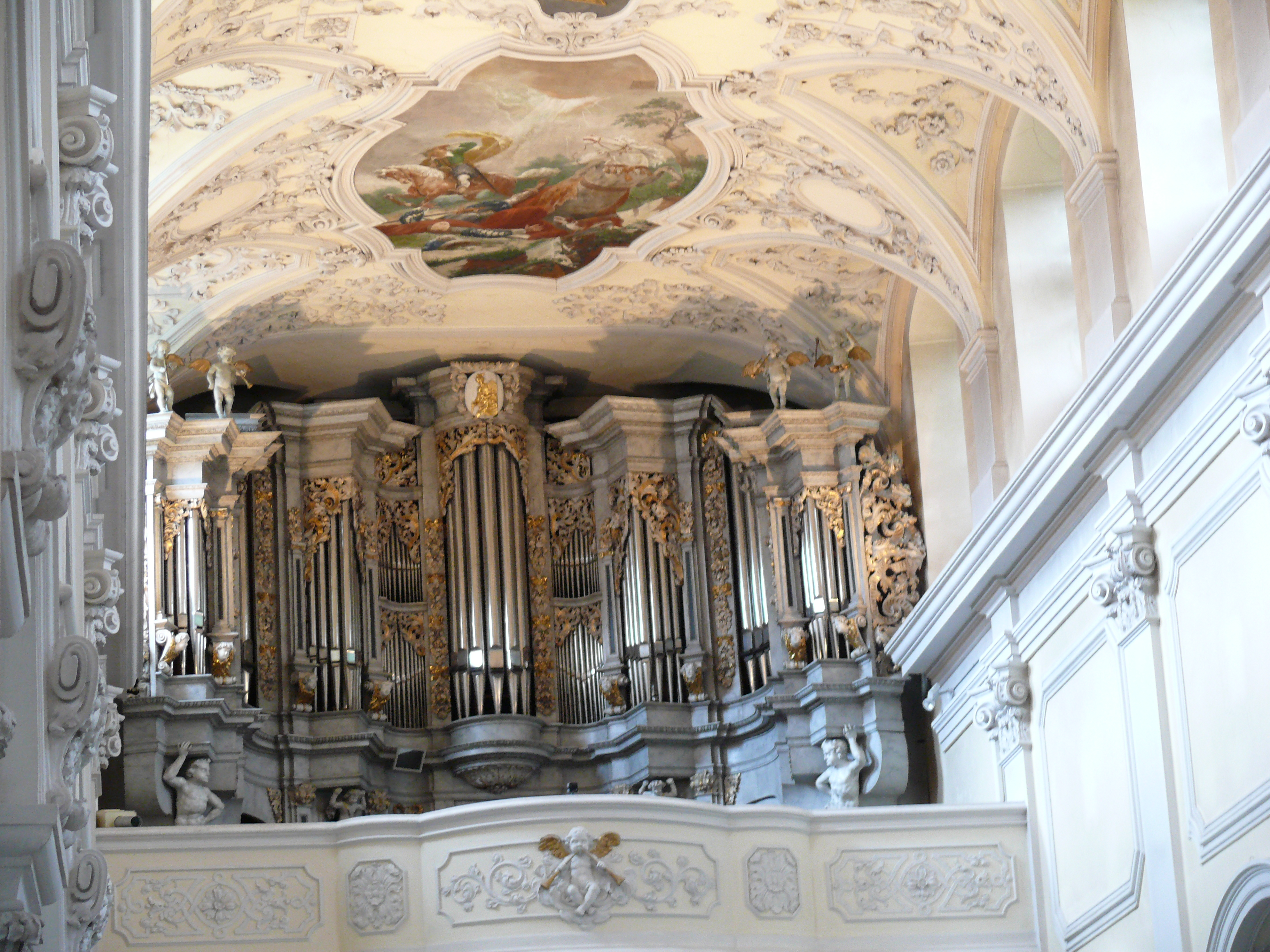
Orgel der Katholischen Klosterkirche St. Michael

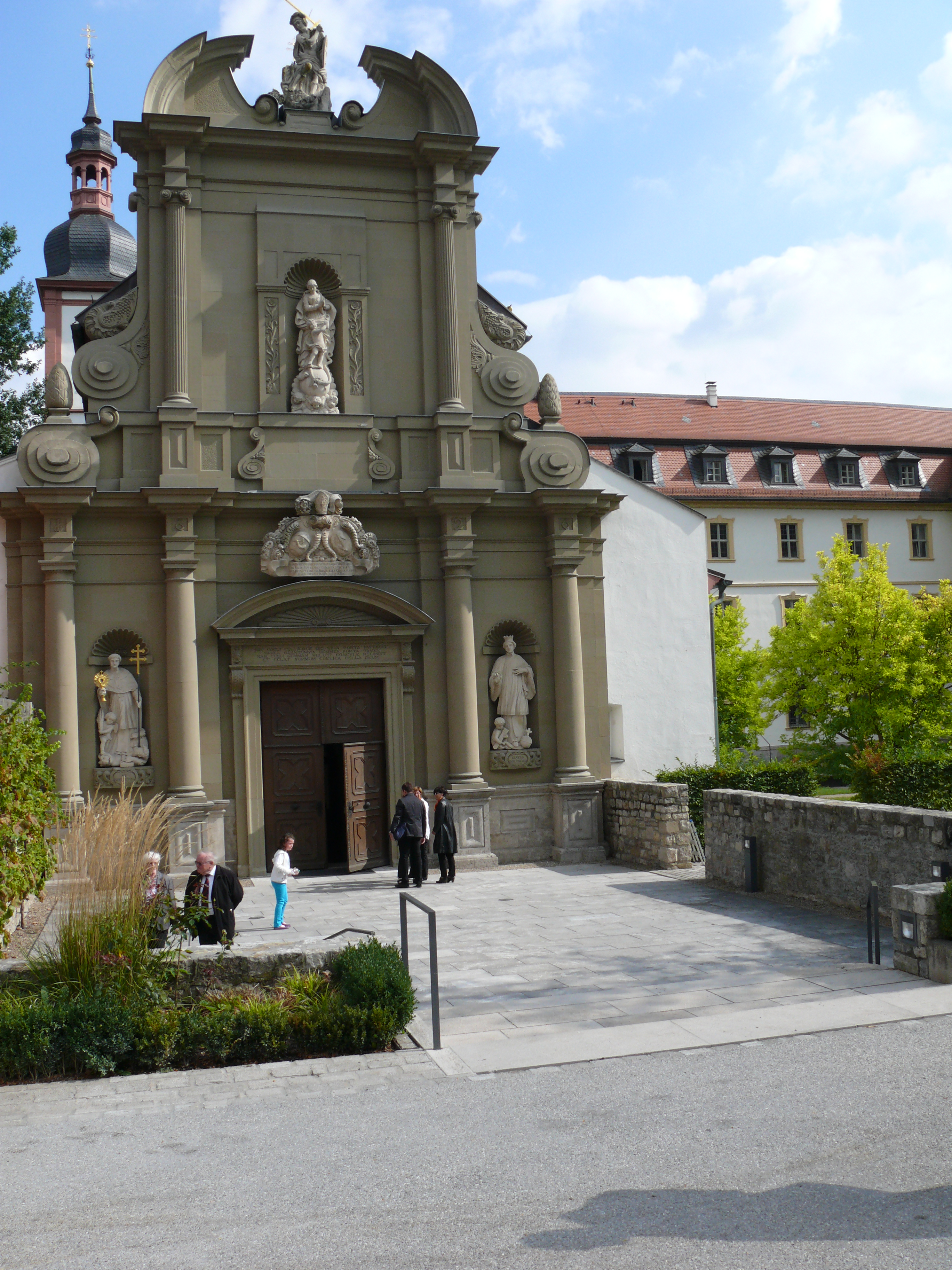
Klosterkirche St. Michael
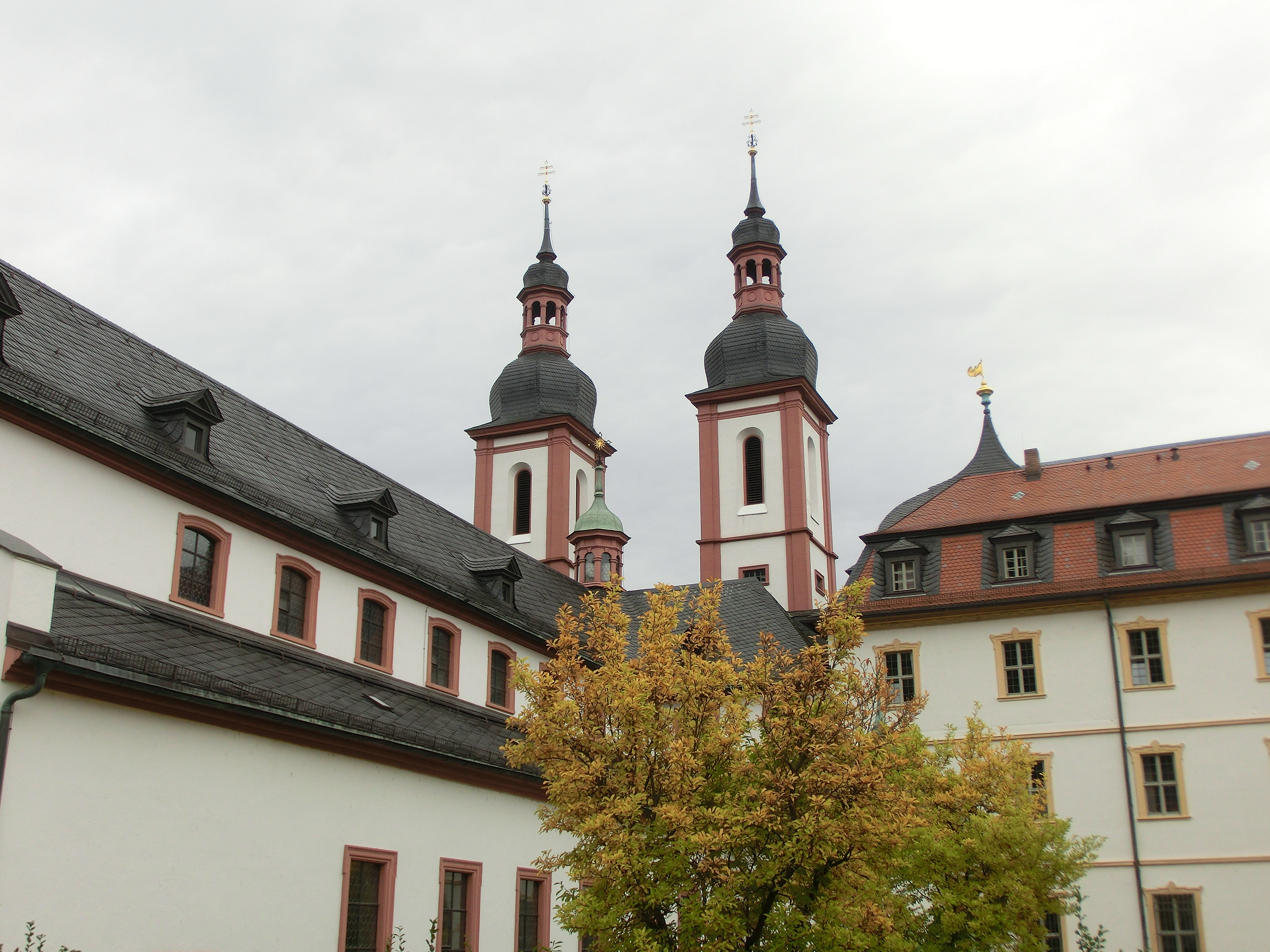
Kirchenschiff
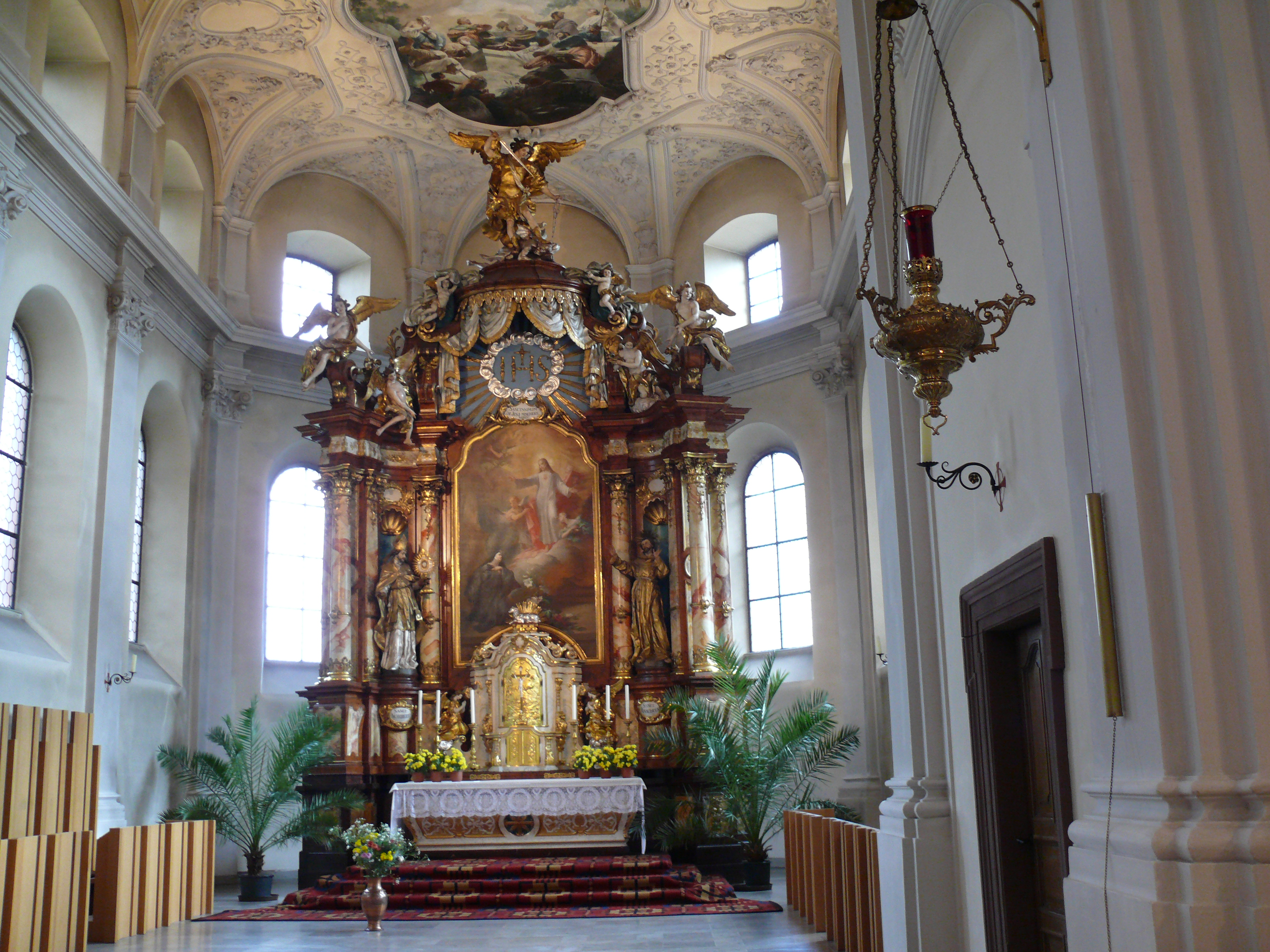
Altar
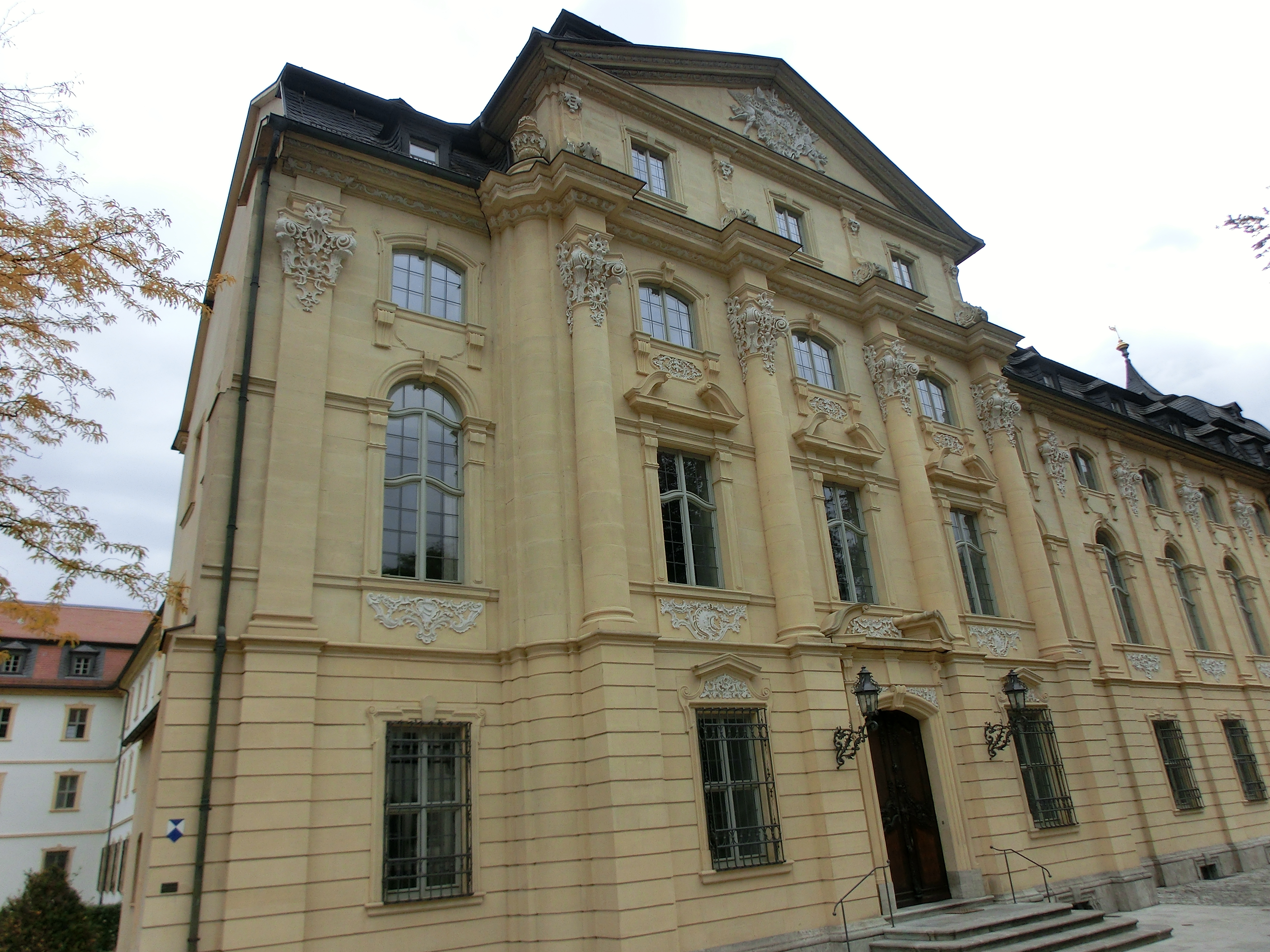
Herrenhaus
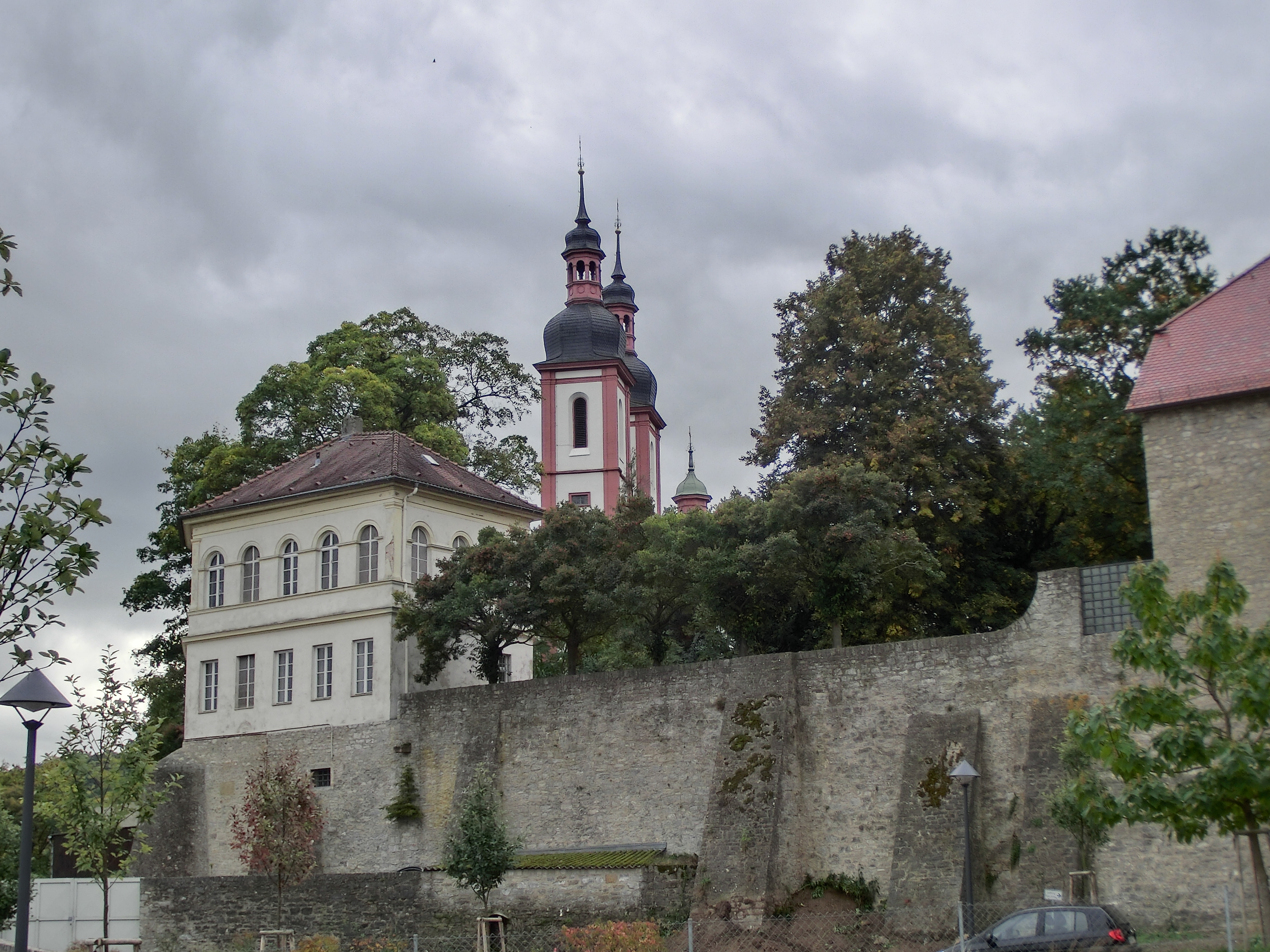
Das Schlösschen auf der Klostermauer von 1812/13.

Bis zur Säkularisation im Jahr 1803 war es das einzige Kloster der Prämonstratenser in Franken im Rang einer Abtei.
Die Abtei wurde 1803 im Zuge der Säkularisation aufgelöst und der letzte Abt Christoph Kroh mit einer Pension abgefunden. Die Kirche wurde profaniert, die Bibliothek erhielt die Universität Würzburg. Der gesamte Klosterbesitz wurde enteignet: 90 Morgen Weinberg, 637 Morgen Wiesen, 22 Morgen Garten, 8180 Morgen Wald, die Höfe und Häuser in Waldbrunn, Moos, Eßfeld und Würzburg. Die meisten Bilder von Onghers aus der Gemäldegalerie sind verschollen, das Mobiliar wurde in alle Winde verstreut und selbst ein Teil der Urkunden und Handschriften ging verloren.

### Säkularisation 1803 bis 1900
1812/13 entstand das sogenannte Schlösschen mit seltener Architektur, auf der Klostermauer über dem Main thronend. Es gehört in die Epoche des Klassizismus, Unterform der Revolutionsarchitektur. Das Schlösschen stammt vom Architekten Peter Speeth. Bauherr war Joel Jakob Hirsch (1789 bis 1876). Der jüdische Bankier ließ sich das Schlösschen als Sommerresidenz errichten.
Im Jahr 1817 richteten Friedrich Koenig und Andreas Friedrich Bauer im Klostergebäude eine Druckmaschinenfabrik ein, die als Koenig & Bauer heute Weltruf genießt.

### Neues klösterliches Leben seit 1901
Am 2. Juli 1901 erwarb die 1854 von Antonia Werr (1813–1868) gegründete Kongregation der heiligen Kindheit Jesu unter der Leitung der damaligen Generaloberin Schwester M. Philomena Wenninger das Kloster, dessen Gutshof, das „Schlösschen“, Werr bereits angemietet hatte. Die Kaufsumme betrug 400.000 Mark, wovon die eine Hälfte sofort, die andere nach sieben Jahren zu zahlen war. Die Wiederherstellung der Kirche begann am 27. August 1903. Bedeutende Künstler, wie der Würzburger Franz Wilhelm Driesler schufen Ausstattungselemente für die Kirche. Bereits am 28. Juli 1905 konnte die Kirche wieder ihrem ursprünglichen Zweck dienen. 1924 wurde Balthasar Neumanns Bau das Mutterhaus der Zeller Schwestern, einer apostolisch tätigen franziskanischen Frauengemeinschaft.

## Klosterstudie
Das Kloster nahm an der Klosterstudie teil. Nach den Ergebnissen leben Nonnen und Frauen der Allgemeinbevölkerung annähernd gleich lang, dicht gefolgt von Mönchen, die eine im Schnitt ein bis zwei Jahre kürzere Lebenserwartung haben als beide Frauengruppen. Deutlich abgeschlagen sind Männer der Allgemeinbevölkerung, die im Schnitt sechs Jahre kürzer leben als Nonnen und Frauen der Allgemeinbevölkerung und bis zu viereinhalb Jahre kürzer als Mönche.

## Kräutergarten
Der von Schwester Leandra Ulsamer im Jahr 1990 angelegte Kräutergarten erlangte durch zahlreiche Fernsehbeiträge und Presseberichte überregionale Bekanntheit. Mit etwa 100 verschiedenen Pflanzen zählt der Garten zu den größten Klostergärten in Deutschland. Seit ihrer Gründung 1999 besteht eine feste Zusammenarbeit mit der Würzburger Forschergruppe Klostermedizin.